# Hermann Gunkel

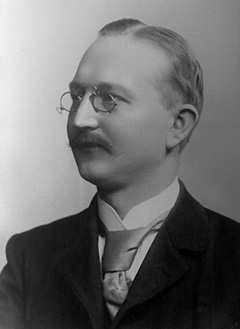
Hermann Gunkel

Hermann Gunkel (ur. 23 maja 1862 w Springe k. Hanoweru, zm. 11 marca 1932 w Halle) – niemiecki teolog protestancki.

## Życiorys
Syn luterańskiego pastora. Ukończył gimnazjum Johanneum w Lüneburgu, następnie studiował w Getyndze i Gießen, a po pierwszym egzaminie teologicznym także w Lipsku. W 1888 uzyskał stopień doktora habilitowanego w Getyndze, w 1889 został docentem nieetatowym w Halle, a w 1894 - nadzwyczajnym profesor w Berlinie. W latach 1920–1927 uczył jako profesor zwyczajny Starego Testamentu w Gießen. Jest znany jako główny przedstawiciel szkoły historii religii i twórca badań historii form i gatunków literackich w Starym Testamencie. Był współpracownikiem przy pierwszym wydaniu (a z Leopoldem Zscharnackiem współwydawcą drugiego wydania) dzieła "Religion in Geschichte und Gegenwart" w 5 tomach (1909–1914 i 1927–1931).

## Praca naukowa
Hermann Gunkel jest twórcą stosowanej powszechnie w biblistyce XX-wiecznej metody historii form.
Założeniem Gunkela był pogląd, że formy mów i rodzaje literackie Starego Testamentu czy gatunki literackie w starożytności były o wiele bardziej sprecyzowane aniżeli dziś. Cechowały się pewnym określonym schematem, zaś ich treść wynikała ze ścisłej motywacji. Nie powstawały spontanicznie, lecz wyrastały z pewnych konkretnych potrzeb życiowych (Sitz im Leben) i z nimi były związane. Nie należy również zbytnio akcentować osobistego wkładu twórcy pojedynczego fragmentu, ponieważ wybierając taka czy inną formę, był on ograniczony jej schematem. Dlatego również możliwości rozbudowania formy były niewielkie. O formie decydowało to, co konwencjonalne i dla niej typiczne. Ponieważ o takim czy innym schemacie objawiają się te same motywy genetyczne form, H. Gunkel optował raczej nie za introdukcją do Starego Testamentu, co raczej wstępem do historii literatury Izraela - historia znanych i stosowanych w Izraelu rodzajów literackich i form literatury. Założeniem Gunkela było więc, że dany rodzaj czy gatunek literacki bywał zastosowywany jedynie w określonych sytuacjach, oraz że posiłkowały się nimi tylko z góry określone osoby, instytucje, urzędy. 
Metoda, której twórcą był Gunkel służy wyłowieniu najmniejszych jednostek literackich, poszczególnych opowiadań, pojedynczych orzeczeń prawnych, jednostkowych maksym mądrościowych, odizolowanych pieśni, itd. 
Ta metoda jest oczywiście tylko etapem w dogłębnym badaniu poszczególnych ksiąg i całości Starego Testamentu. Gunkel jednak w swoich czasach jeszcze o tym nie wiedział. Nie był do końca świadom również pewnych uproszczeń w wyobrażaniu sobie powstawania kolejnych redakcji. Jego metoda, zastosowana samodzielnie nie bierze pod uwagę ważnych procesów kompilacyjnych, których nie możemy z całą pewnością wyeliminować jako nieprawdopodobnych. Ponadto nie zawsze forma danego tekstu determinuje jej właściwą treść. Przykładem może być zastosowanie gatunku literackiego jakim jest lamentacja żałobna do wyrażenia, nie żałoby czy smutku po utracie osoby lub jakiejś innej rzeczywistości, ale wyrażenia groźby lub przestrogi prorockiej. W tym wypadku pierwotne Sitz im Leben danej formy czy gatunku literackiego jest całkiem różne od aktualnego Sitz im Leben.

## Publikacje
1. Die Wirkungen des Heiliges Geistes nach der populären Anschauung der apostol. Zeit u. nach der Lehre des Apostels Paulus, 1888.
2. Schöpfung und Chaos in Urzeit und Endzeit. Eine rel.geschichtl. Untersuchungen über Gen 1 und Apk Joh 21 (mit Btrr. v. Heinrich Zimmern), 1895.
3. Der Prophet Esra, 1900;.
4. Gen (in: HK I, 1), 1901.
5. Die Sagen der Gen, 1901.
6. Israel und Babylonien, 1903.
7. Zum rel.geschichtl. Verständnis des NT, 1903.
8. Ausgew. Pss, übers. u. erkl., 1903.
9. Die israel. Lit. (in: Die Kultur der Ggw., hrsg. v. Paul Hinneberg, I, 7), 1906.
10. Elias, Jahwe und Baal, 1906.
11. Erkl. des 1. Petr.briefes (in: Schrr. des NT), 1907.
12. Die Urgesch. und die Patriarchen (in: Schrr. des AT in Ausw. I, 1), 1911.
13. Reden und Aufss., 1913.
14. Was bleibt vom AT?, 1916.
15. Est, 1916.
16. Das Märchen im AT, 1917.
17. Die Propheten, 1917.
18. Ein Vorläufer Jesu, 1921.
19. Gesch.n v. Elias (= Meisterwerke hebr. Erz.kunst 1), 1922.
20. Die Psalmen, übersetzt und erklärt (in: HK II, 2), 1925/26.
21. Einl. in die Pss I, 1927. II (zu Ende geführt v. Joachim Begrich), 1933.